# 加濟安泰普城堡
加吉安特城堡（土耳其語：Gaziantep Kalesi）為位於土耳其加吉安特省首府加吉安特市中心，一座山丘上的城堡。該城堡於西臺帝國時期首次做為觀察哨點使用，後於羅馬帝國時期擴建為城堡。2023年2月，加吉安特地震造成城堡嚴重毀損。

## 歷史
加吉安特城堡於西臺帝國時期作為前線觀察哨點使用，於西元第二世紀與第三世紀期間由羅馬帝國擴建為主城堡。 在西元527年至565年間，由羅馬皇帝查士丁尼一世主導下，加吉安特城堡進行更進一步的擴建與翻新。加吉安特城堡為周長1,200（3,900英尺）的圓形城堡，城牆上建有12座堡壘，結構採石磚堆砌而成。

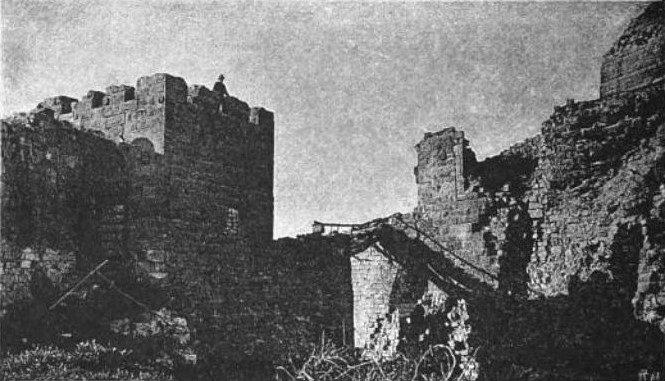
19世紀的加吉安特城堡與橋樑。

在此之後加吉安特城堡持續經過多次翻修與擴建，於西元12至13世紀期間的埃宥比王朝與鄂圖曼帝國統治期間，其建築擴建的規模最為龐大，並在20世紀，西元1919年的土耳其獨立戰爭中，發揮極大作用。
目前它作為加吉安特國防和英雄主義全景博物館使用，館內會定期播放關於鄂圖曼帝國淪陷後，加齊安泰普抵禦法國軍隊的紀錄片。
2023年2月6日加吉安特城堡毀於該日發生芮氏規模7.8與7.5的強烈地震中。這兩場地震造成城堡東半部與南半部的部分堡壘倒塌，城堡周圍的鐵欄杆和城牆也嚴重受損。